# Trithemis werneri
Trithemis werneri – gatunek ważki z rodziny ważkowatych (Libellulidae).
Występuje we wschodniej i południowej Afryce. W RPA imago lata od listopada do końca maja.
Długość ciała 38–39 mm. Długość tylnego skrzydła 30–32 mm.